# Жирова, Марина Серафимовна
Мари́на Серафи́мовна Жи́рова (в девичестве — Тито́ва, род. 6 июня 1963, Егорьевск, Московская область) — советская и российская легкоатлетка, бронзовый призёр Олимпийских игр в эстафете 4×100 метров. Заслуженный мастер спорта России.

## Спортивная карьера
На Олимпийских играх 1988 года в Сеуле вместе с Людмилой Кондратьевой, Галиной Мальчугиной и Натальей Помощниковой стала обладательницей бронзовой медали в эстафете 4×100 метров.
Чемпионка СССР в беге на 100 метров в 1985 году и чемпионка страны в эстафете 4×100 в 1987 году.
Действующая обладательница рекорда СССР в беге на 100 метров и в эстафете 4×100 метров, и обладательница рекорда России в эстафете 4×200 метров.

## Политическая карьера
Является депутатом Совета депутатов городского округа Балашиха (трёх созывов).
Бывший руководитель Исполкома и член Политсовета местного отделения партии «Единая Россия» городского округа Балашиха.